# Giungano
Giungano est une commune italienne de la province de Salerne, dans la région Campanie.

## Administration
| Période                                  | Période  | Identité          | Étiquette    | Qualité |
| ---------------------------------------- | -------- | ----------------- | ------------ | ------- |
| Depuis le 14/06/2004                     | En cours | Francesco Palumbo | lista civica |         |
| Les données manquantes sont à compléter. |          |                   |              |         |

### Communes limitrophes
Capaccio-Paestum, Cicerale, Trentinara.